# رضا رادمنش (چهره‌پرداز)
رضا رادمنش (زاده ۷ شهریور ۱۳۳۱ - بندر لنگه) چهره‌پرداز سینما اهل ایران است. وی کارشناسی هنرهای نمایشی (بازیگری و کارگردانی) را در سال ۱۳۵۹ از دانشکده هنرهای زیبای دانشگاه تهران دریافت کرد. فعالیت هنری را از سال ۱۳۴۸ با بازیگری در مرکز آموزش تئاتر وزارت فرهنگ و هنر فارس آغاز کرد
سال ۱۳۵۰ گروه تئاتر «تلاش» را در شیراز تشکیل داد و از جمله کارگردانی و بازیگری نمایش‌های: «سفر»، «صیادان، «حالت چطوره مش رحیم» و … را بر عهده گرفت.
سال ۱۳۵۳ برای ادامهٔ تحصیل به تهران آمد. در سال‌های ۱۳۵۸ تا ۱۳۶۱ به عنوان بازیگر با مرکز تولید تئاتر کانون پرورش فکری کودکان و نوجوانان همکاری کرد که حاصلش بازی در این نمایش هاست: «کوراوغلوی چنلی بل»، «زنگ آخر»، «رؤیاها»، «بریم کمک بابابزرگ»، «قصهٔ دیو باد». از دیگر نمایش‌هایی که در تهران بازی یا کارگردانی کرده می‌توان به تئاترهای: «برج»، «جزیره بزها»، «سانتا کروز» (اجرای صحنه ای و تلویزیونی)، «جاز» (اجرای تلویزیونی)، «استثناء و قاعده»، «امپراتور جونز»، «بارگه داد»، «جزیره» (فقط کارگردان) و … اشاره کرد.
او همچنین از سال۱۳۶۱ تا ۱۳۶۶ در واحد گریم تلویزیون فعالیت داشت
سی و دو سال تلاش بی‌وقفه و ارزشمند وی در عرصه چهره‌پردازی و تربیت شاگردان فراوانی اشاره کرد که بسیاری از آن‌ها هم‌اکنون جزو طراحان خوب چهره‌پردازی ایران هستند
او تاکنون موفق به چهار دوره نامزدی برای سیمرغ بلورین از جشنواره فیلم فجر و تندیس خانه سینما شده‌است
از برجسته‌ترین فیلم‌های سینمایی به عنوان بازیگر می‌توان به فیلم‌های چون شاید وقتی دیگر (۱۳۶۶) به کارگردانی بهرام بیضایی و طلا و مس (۱۳۸۷) به کارگردانی همایون اسعدیان و فیلم تقاطع (۱۳۸۴) به کارگردانی ابوالحسن داودی اشاره کرد
رضا رادمنش تاکنون بیش هفتاد پروژه سینمایی و تلویزیون را در ایران طراحی و اجرا کرده‌است که از جمله آثار شاخص و به یاد ماندنی آن می‌شود به: پدر سالار (۱۳۷۲) و در پناه تو (۱۳۷۴) و نیاز (۱۳۶۹) و نار و نی (۱۳۶۷) و خلع سلاح (۱۳۷۲) و زادبوم (۱۳۸۷) اشاره کرد
از دیگر کارهای شاخص این هنرمند می‌توان به طراحی و اجرای چهره اکبر عبدی و گوهر خیر اندیش در نان و عشق و موتور هزار و چهره فرامرز قریبیان در فیلم مرد بارانی و بهرام رادان در فیلم تقاطع به کارگردانی ساخته ابوالحسن داودی اشاره کرد که نشان از تبحر بالای این هنرمند دارد.
آثار هنری آقای عبدالرضا رادمنش در جلسه به تاریخ خرداد ۱۳۹۷ در شورای ارزشیابی هنرمندان، نویسندگان و شاعران کشور بررسی و به استناد متمم آئین‌نامه مصوب جلسه شورای عالی انقلاب فرهنگی گواهینامه درجه هنری (معادل مدرک تحصیلی فوق‌کارشناسی) در رشته چهره پردازی به ایشان اعطا گردید و به امضای وزیر فرهنگ و ارشاد اسلامی رسیده.

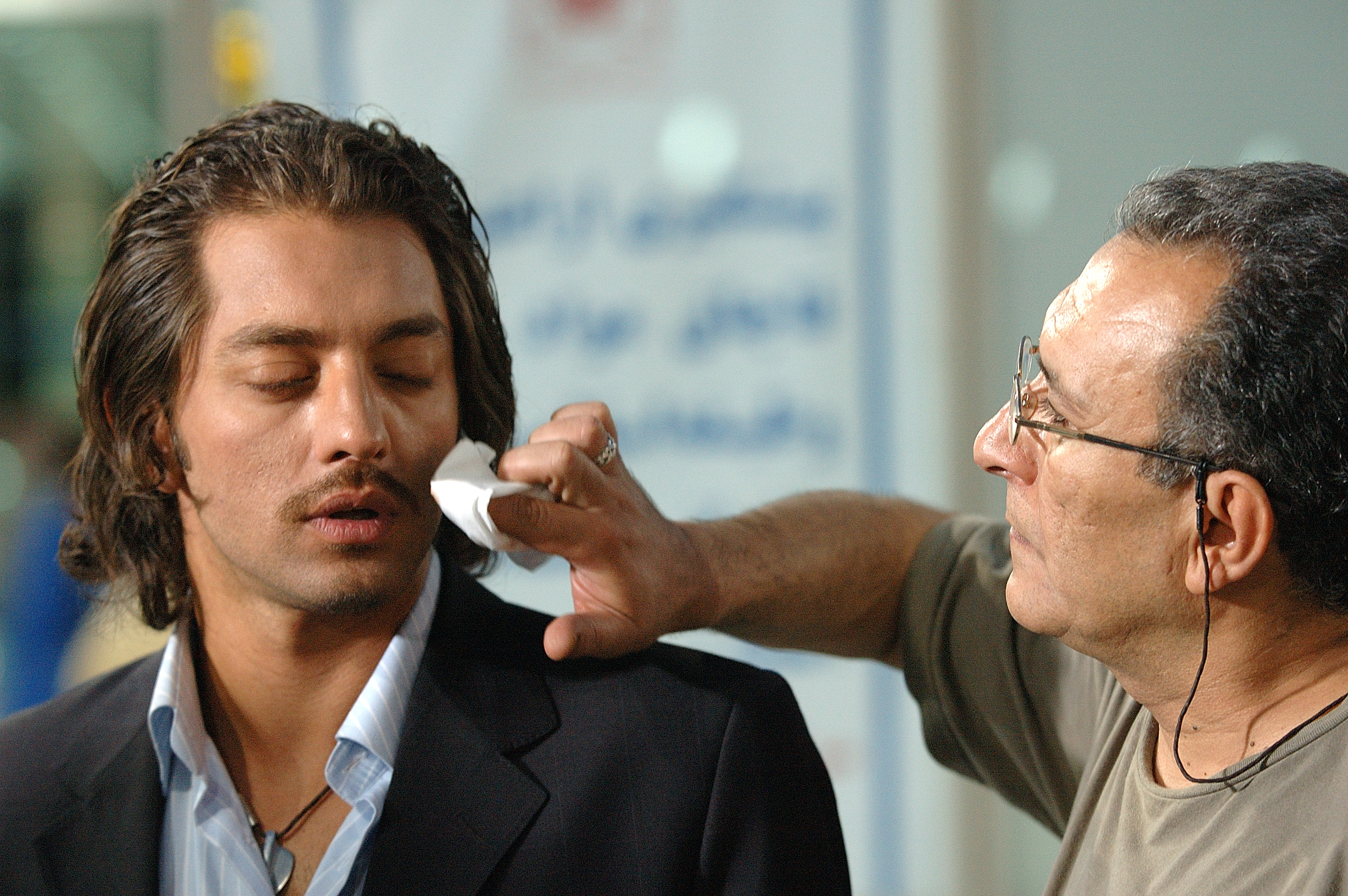
رضارادمنش در حال گریم بهرام رادان فیلم سینمایی تقاطع ۱۳۸۴

## فیلم‌شناسی
در طراحی چهره پردازی "تقاطع" سعی کردم به کاراکتر ترسیم شده در مورد شخصیت‌ها نزدیک شوم و بر اساس آن گریمی متناسب با کاراکتر هر شخصیت خلق شود. در کنار آن این مسئله را مد نظر داشتم که چون "تقاطع" یک اثر اجتماعی روز است، چهره پردازی آن مطابق آدم‌های روز جامعه باشد.— رضا رادمنش در گفتگو با مهر - ۶ آبان ۱۳۸۵

بهاره رهنما، بازیگر فیلم نان، عشق و موتور ۱۰۰۰: کاری که چفت و بستش محکم باشد، فرصت خوبی را بوجود می‌آورد که در هر رشتهٔ سینمایی سوپراستار شویم؛ مثلاً گریم و کار آقای رادمنش، در این فیلم خیلی با وسواس و دقیق انجام شد؛ چون من ابتدا خیلی نگران این قضیه بودم که با تصویری که در ملودرام از من بوده، این تصویر شکسته شود و اگر این گریم جواب نمی‌داد، اصولاً نمی‌توانستم کار کنم. در این فیلم موضوع گریم خیلی اهمیت داشت

بهاره رهنما - نشست مطبوعاتی فیلم نان عشق موتور ۱۰۰۰

### بازیگر
- پرواز در ارتفاع صفر (۱۳۹۶)
- پله آخر (۱۳۹۰)
- طلا و مس (۱۳۸۷)
- شاید وقتی دیگر (۱۳۶۶)

### طراح چهره‌پردازی
- فرار از قلعه رود خان (۱۳۹۳)
- گنجشکک اشی‌مشی (۱۳۹۲)
- سنگ، کاغذ، قیچی (۱۳۸۵)
- نصف مال من، نصف مال تو (۱۳۸۵)
- تقاطع (۱۳۸۴)
- دم صبح (۱۳۸۴)
- تردست (۱۳۸۳)
- جزیره آهنی (۱۳۸۳)
- اثیری (۱۳۸۰)
- ساقی (۱۳۸۰)
- نان و عشق و موتور ۱۰۰۰ (۱۳۸۰)
- آبی (۱۳۷۹)
- شراره (۱۳۷۸)
- مرد بارانی (۱۳۷۸)
- عشق + ۲ (۱۳۷۷)
- بزرگ خیلی بزرگ (۱۳۷۵)
- خلع سلاح (۱۳۷۳)
- پناهنده (۱۳۷۲)
- آبادانی‌ها (۱۳۷۱)
- خسوف (۱۳۷۱)
- دایان باخ (۱۳۷۱)
- نیاز (۱۳۷۰)
- نار و نی (۱۳۶۷)
- بی‌پناه (۱۳۶۵)[۳][۴][۵]